# 小室旭
小室 旭 （こむろ あきら、1977年1月23日 -）は、埼玉県出身のモーターサイクル・ロードレースライダー。KTM RC250Rを駆り全日本ロードレース選手権J-GP3に参戦していた。ゼッケン番号は２。株式会社サニーモトプランニング代表。実家は埼玉県比企郡にある笠山だんご。

## 戦績
- 1999年 筑波選手権　GP125　ランキング4位／筑波選手権　S80　ランキング4位
- 2000年 イーストエリアGP125ランキング2位
- 2001年 全日本ロードレース選手権　GP125　ランキング19位／マカオGP3位
- 2002年 全日本ロードレース選手権　GP125　ランキング6位
- 2003年 全日本ロードレース選手権　GP125　ランキング6位
- 2004年 全日本ロードレース選手権　GP125　ランキング6位
- 2005年 全日本ロードレース選手権　GP125　ランキング9位
- 2006年 全日本ロードレース選手権　ST600　参戦
- 2007年 全日本ロードレース選手権　GP-MONO　ランキング4位（1勝）TeamProjectμFRS から参戦（ホンダ）
- 2008年 全日本ロードレース選手権　GP125プロト2　参戦／GP-MONO　ランキング９位（1勝）SQUAREプロジェクトハルク からスポット参戦（ハルクプロ）
- 2009年 全日本ロードレース選手権　GP-MONO　ランキング2位（1勝）Team KOMURO with HARC から参戦（ホンダ）
- 2010年 全日本ロードレース選手権　GP-MONO　Team KOMURO with HARC から参戦（ホンダ）
- 2011年 全日本ロードレース選手権　GP-MONO　ランキング4位
- 2012年 全日本ロードレース選手権　J-GP3　ランキング25位
- 2013年 全日本ロードレース選手権　J-GP3　ランキング6位
- 2014年 全日本ロードレース選手権　J-GP3　ランキング7位
- 2016年 全日本ロードレース選手権　J-GP3　ランキング17位
- 2017年 全日本ロードレース選手権　J-GP3　ランキング2位
- 2018年 全日本ロードレース選手権　J-GP3　ランキング3位
- 2020年 全日本ロードレース選手権　J-GP3　ランキング2位　Sunny moto Planningから参戦（KTM）
- 2021年 全日本ロードレース選手権　J-GP3　ランキング2位（3勝）Sunny moto Planningから参戦（KTM）